# District de Gannat
Le district de Gannat fut une division territoriale française du département de l'Allier de 1790 à 1795.
Il était composé des cantons de Gannat, Bellenaves, Brugheas, Chantelle, Escurolles et Saint-Pourçain-sur-Sioule.